# Filigrain

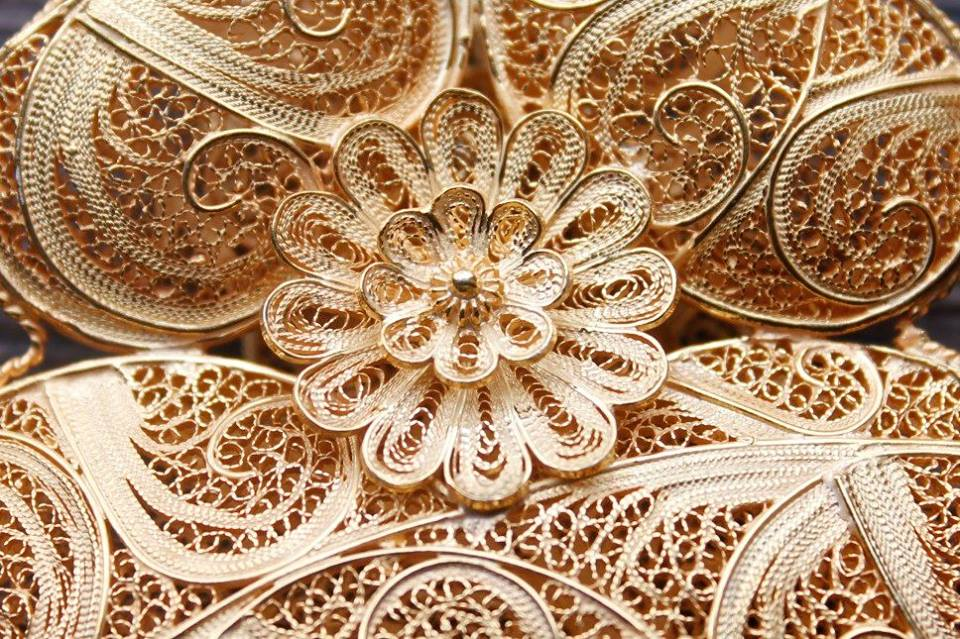
Fijn gouden filigrain uit Portugal

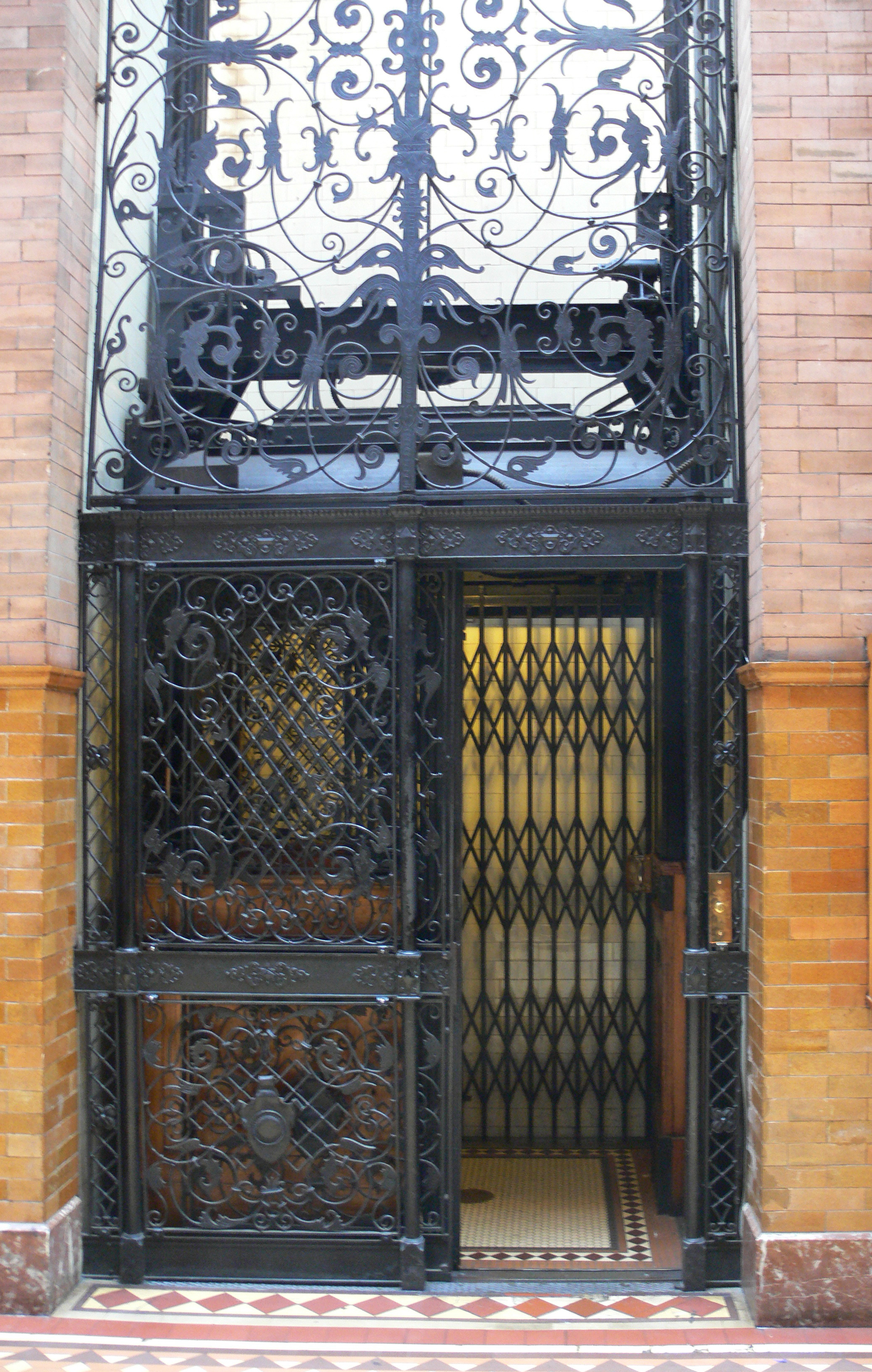
Gietijzeren filigrain in het Bradbury gebouw in Los Angeles

Filigraan (vroeger ook als filigrain geschreven) is een vorm van fijn goudsmeedwerk. Deze techniek wordt voornamelijk gebruikt voor sieraden, maar ook gietijzeren leuningen en balustrades kunnen hiermee worden aangeduid.
Filigraan in sieraden is meestal van goud of zilver, gemaakt van gedraaide draad, eventueel met kleine metalen bolletjes. De draden en bolletjes zijn in een motief aan elkaar gesoldeerd tot een object of op de oppervlakte van een metalen sierobject. Het werk suggereert vaak kant en blijft populair in Indiaas en ander Aziatisch goudsmeedwerk. Het was ook populair in het Italiaans, Frans en Portugees goudsmeedwerk vanaf 1660 tot het einde van de 19e eeuw. Filigraan moet niet worden verward met ajour-sieraden.
In het woord filigraan is een samentrekking van de Latijnse woorden "filum", draad en "granum", kleine kraal. Deze samentrekking werd in het Italiaans filigrana, wat filigrane werd in het 17e-eeuwse Frans.

## Geschiedenis
Hoewel filigraan in de moderne tijd een speciale vorm van sieradentechniek geworden is, maakte de techniek eerder deel uit van het gewone werk van een edelsmid. Alle sieraden van de Etrusken en Grieken werden gemaakt door het aan elkaar solderen van materiaal waardoor een object opgebouwd wordt. Dit in tegenstelling tot het zagen, vijlen of graveren van materiaal.

### Oud werk
Archeologische vondsten in het oude Mesopotamië geven aan dat filigraan al vanaf 3000 v.Chr. in sieraden is verwerkt. In de stad Midyat in de provincie Mardin in het noorden van Mesopotamië, werd in de 15e eeuw een vorm van filigraan ontwikkeld met zilveren en gouden draden, bekend als "telkari". Tot op de dag van vandaag blijven vakmensen in deze regio deze telkari produceren.
De Egyptische goudsmeden gebruikten draad, zowel door deze op een metalen achtergrond te bevestigen als door te vlechten of op andere wijze te fixeren. Met uitzondering van kettingen kan echter niet worden gezegd dat filigraan door hen veel werd beoefend. Hun kracht lag eerder in hun cloisonnéwerk en hun gehamerde sieraden. Er zijn echter nog veel voorbeelden van ronde gevlochten kettingen van fijne gouddraad, zoals die nog steeds worden gemaakt door de filigraan-goudsmeden in India en die bekend staan als trichinopolieketens. Aan sommige van zulke kettingen zijn kleinere kettingen van fijnere draad gehangen met minuscule vissen en andere hangers eraan vastgemaakt.

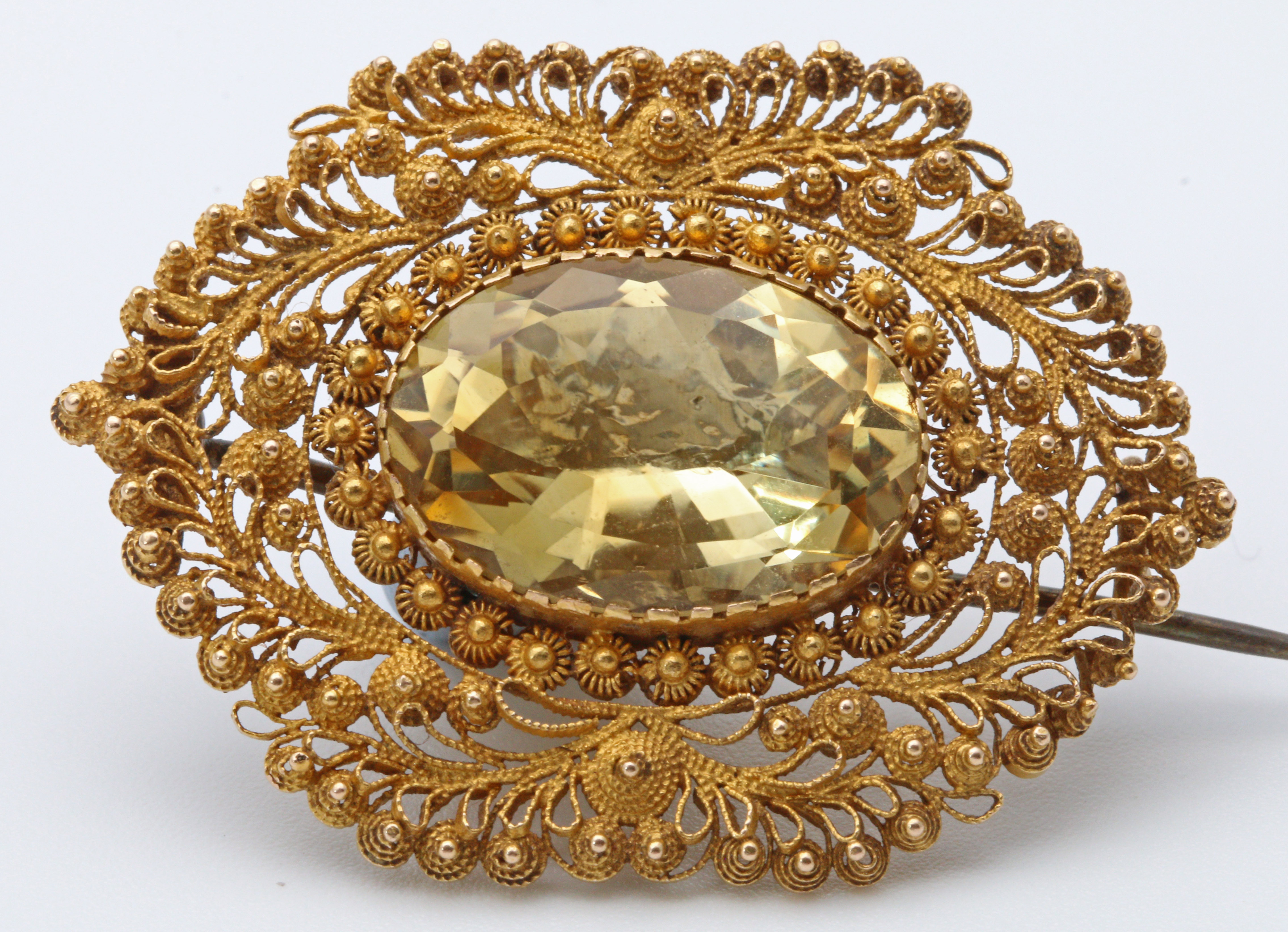
Cannetille broche met citrien

In sieraden die afkomstig zijn van Fenicische vindplaatsen, zoals Cyprus en Sardinië, worden patronen van gouddraad met grote delicatesse op een gouden ondergrond geplaatst, maar de kunst werd geperfectioneerd in het Griekse en Etruskische filigraan van de 6e tot de 3e   eeuw v.Chr. Een aantal oorbellen en andere persoonlijke sieraden die in Midden-Italië zijn gevonden, worden bewaard in het Louvre en in het British Museum. Ze zijn bijna allemaal gemaakt van filigraan. Sommige oorbellen hebben de vorm van bloemen met een geometrisch ontwerp, omrand door een of meer randen die elk bestaan uit kleine voluten van gouddraad. De variaties in deze versieringen worden gemaakt door kleine verschillen in de manier van rangschikken en het aantal voluten. De veren en bloembladen die het moderne Italiaanse filigraan kenmerken, zijn niet terug te vinden in deze oude ontwerpen. Deze ontwerpen zijn vrijwel altijd op een metalen ondergrond bevestigd en zijn slechts zelden zelfdragend.
Het museum van de Hermitage in Sint-Petersburg bevat een grote collectie Scythische sieraden uit graven van de Krim. Veel armbanden en kettingen in die collectie zijn gemaakt van gedraaide draad, sommige met maar liefst zeven rijen vlechtwerk en met gespen in de vorm van koppen van dieren van gesmeed werk. Andere ontwerpen zijn snoeren van grote kralen van goud, versierd met voluten, knopen en andere patronen van draad die op de oppervlakken zijn gesoldeerd. In het British Museum bevindt zich een scepter, waarschijnlijk die van een Griekse priesteres, die bedekt is met een gevlochten, netachtig gouden doekje en is afgewerkt met een soort Korinthische kapiteel en een uiteinde van groen glas.

### Azië

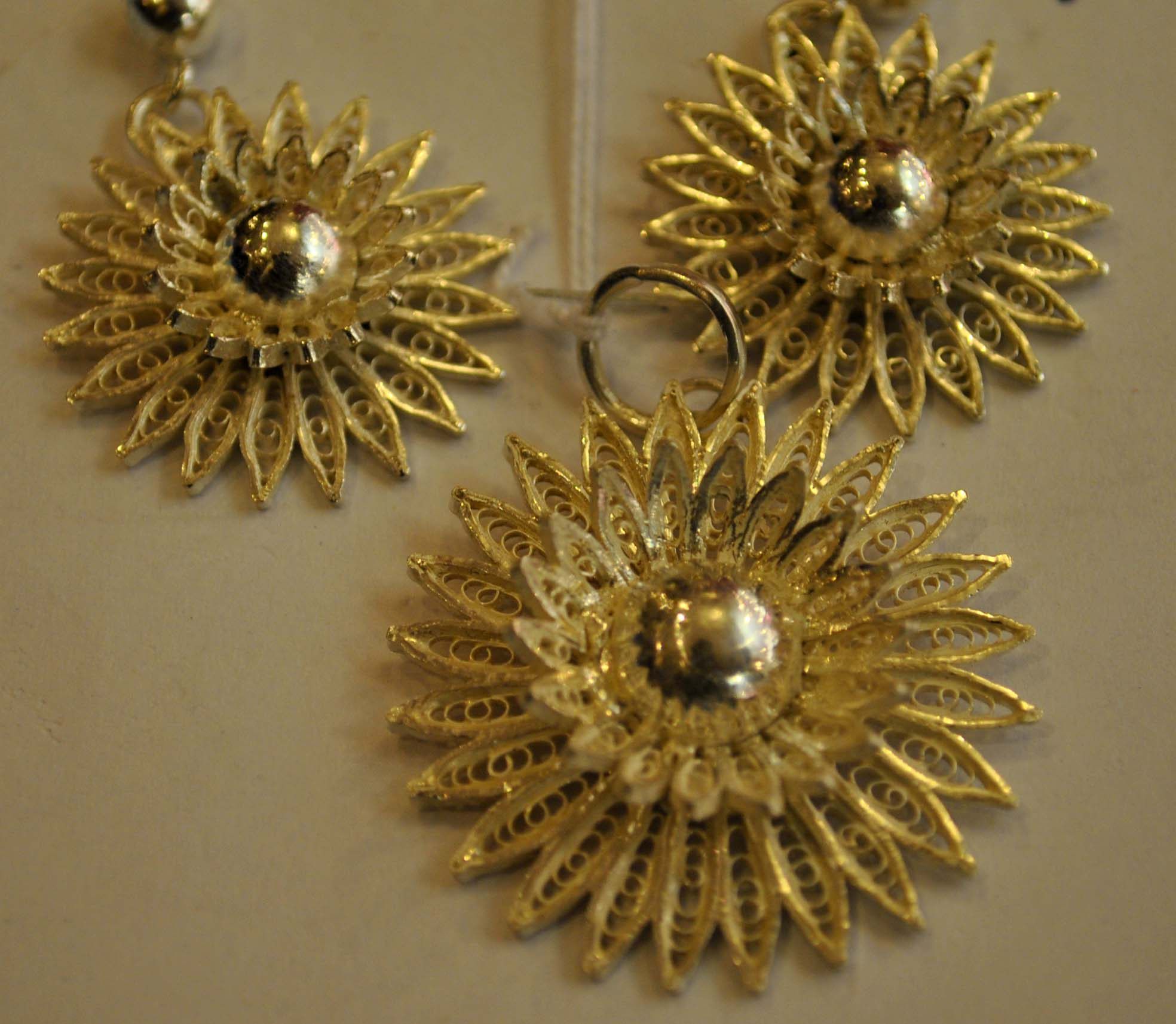
Tarakasi (zilveren filigrain) hanger & oorringen uit Cuttack

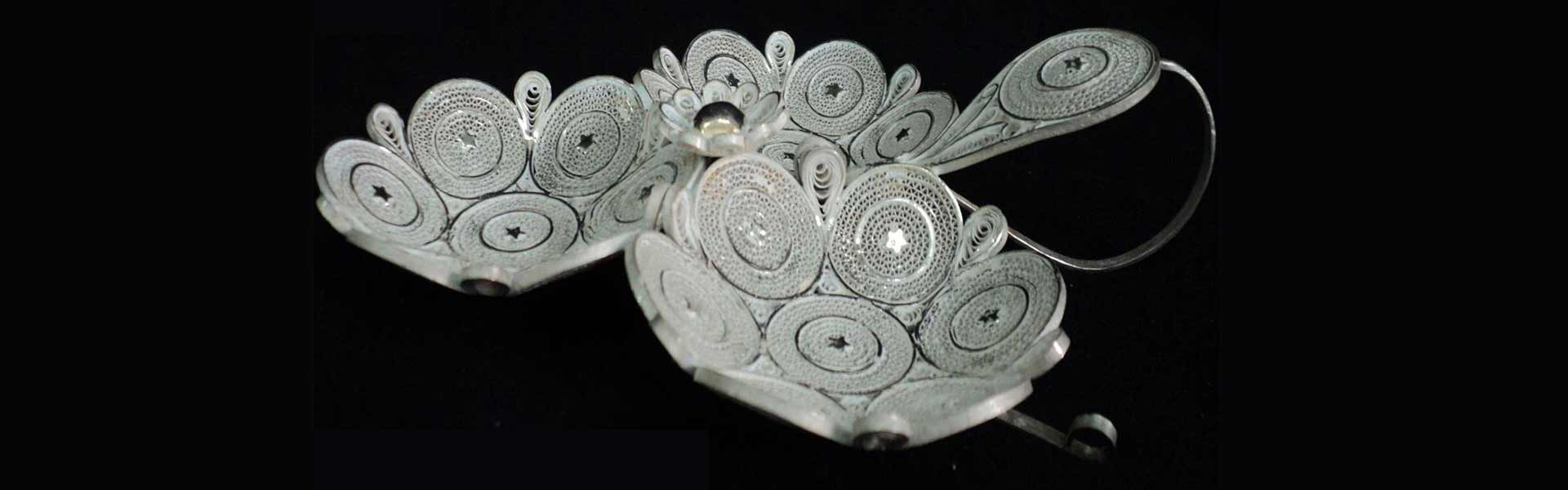
Zilveren filigrain werk

Het is waarschijnlijk dat in India, Iran (in Zanjan wordt dit handwerk malileh genoemd) en verschillende delen van Centraal-Azië filigraan sinds een ver verleden wordt bewerkt zonder enige wijziging in de ontwerpen. De Indiase filigraanarbeiders gebruiken tot op vandaag dezelfde technieken en patronen als de oude Grieken. Het is onduidelijk of de Aziatische goudsmeden werden beïnvloed door de Grieken die zich op dat continent vestigden of werden opgeleid in gelijksoortige tradities.
Deze traditie houdt in dat rondreizende werklieden een bepaalde hoeveelheid goud ontvangen, in de vorm van munten, een goudklomp of sloopgoud. Dit wordt na het wegen in een pan met houtskool verwarmd, tot draad geslagen en vervolgens op de binnenplaats of veranda van het werkgevershuis bewerkt volgens de ontwerpen van de kunstenaar. Het werk wordt daarna gewogen voor teruggave, waarna de kunstenaar wordt betaald voor zijn arbeid. De versieringsmethoden van zeer fijne korrels of kralen en uitsteeksels van goud, nauwelijks dikker dan grof haar, worden nog steeds gebruikt.
Cuttack, in de Oost-Indiase deelstaat Odisha, heeft een filigraantraditie. Het meeste filigraanwerk, bekend als tarakasi in de Odia-taal, draait om afbeeldingen van goden, hoewel het door gebrek aan bescherming van de traditie en moderne ontwerpideeën een uitstervende kunst is. Ook bijzonder is het zilveren filigraan van Karimnagar in de staat Telangana.

### Middeleeuws Europa

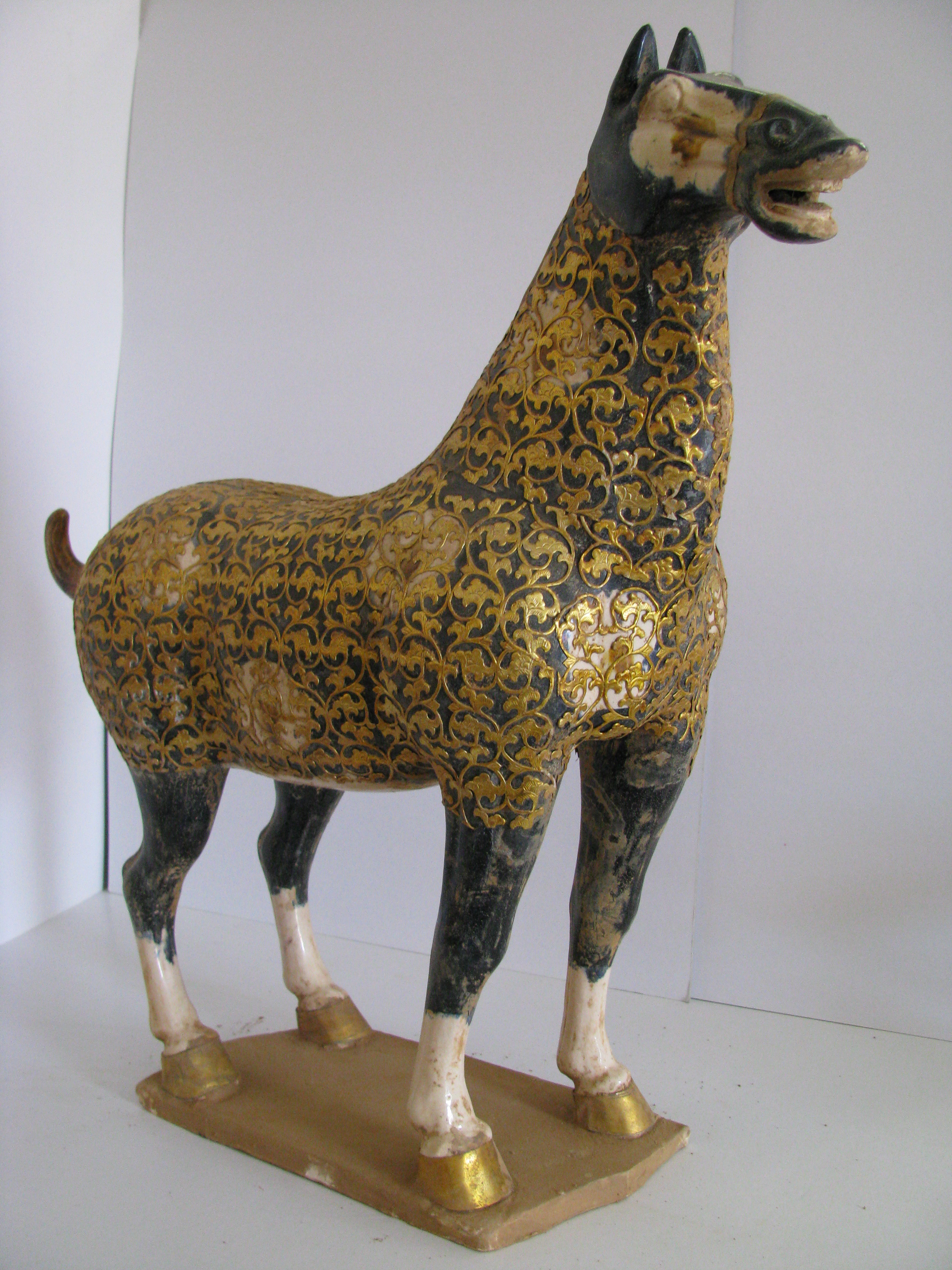
Tang-dynastie 'luipaard'-paard met lichaam bekleed met verguld filigrain

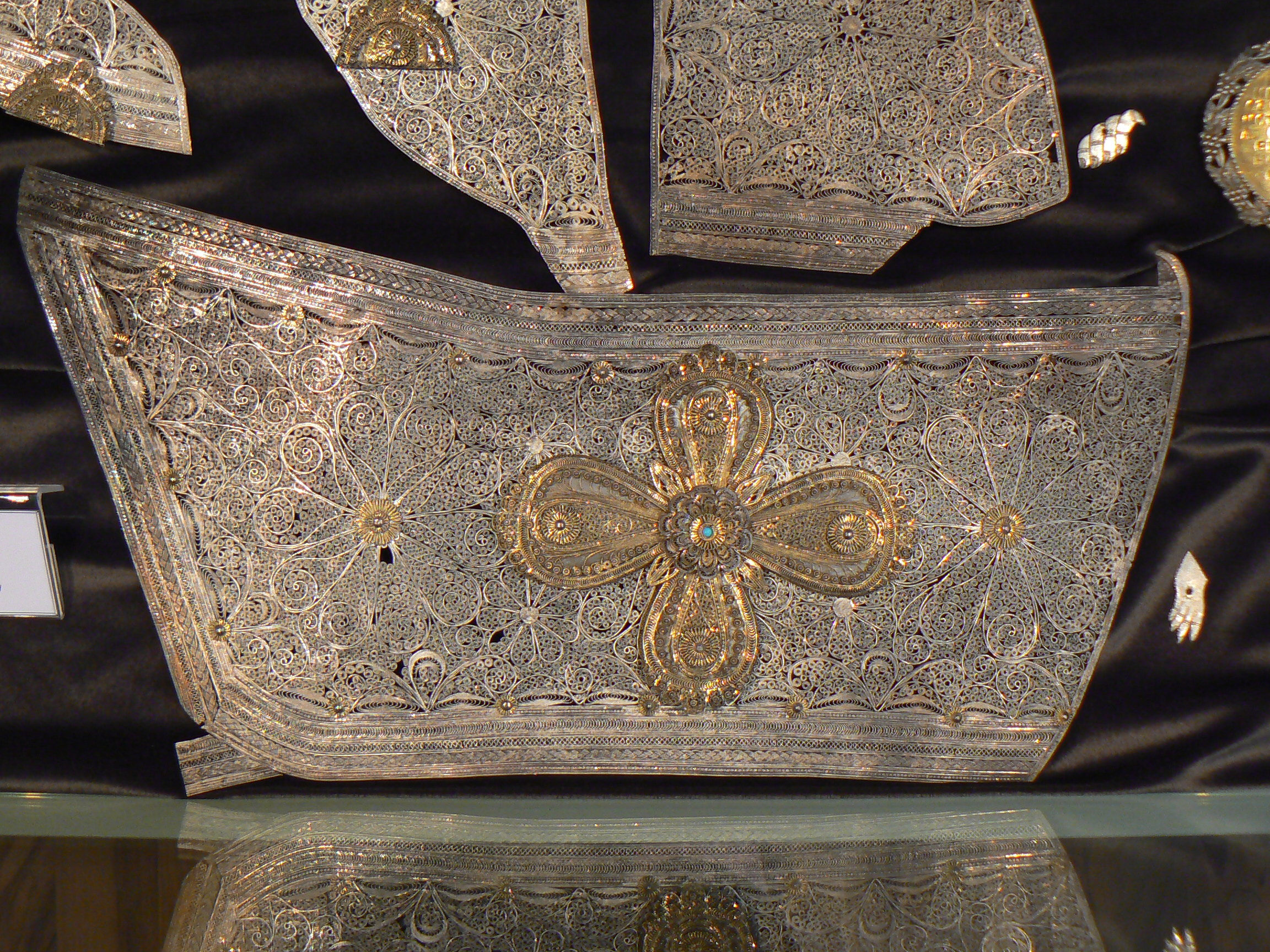
Zilver filigrain icoon repousse deksel; History Museum in Samokov, Bulgarije

In latere tijden, komen in veel collecties middeleeuwse reliekschrijnen voor, dekbladen van evangelieboeken, etc. Dit werk werd in Constantinopel van de 6e tot de 12e eeuw gemaakt, of in kloosters in Europa, waar het werk van Byzantijnse goudsmeden werd bestudeerd en nagebootst. De grote oppervlakten van deze objecten zijn vaak versierd met filigraan en daarbij versierd met gepolijste, niet-gefacetteerde edelstenen en email. Byzantijns filigraanwerk heeft af en toe kleine steentjes tussen de rondingen of knopen. Voorbeelden van dergelijke versieringen zijn te zien in het Victoria and Albert Museum en het British Museum. Een mooi voorbeeld is het Kruis van Lotharius in Aken.
In het noorden van Europa waren de Saksen, Britten en Kelten vroeg bekwaam in verschillende soorten edelsmeedtechnieken. In het British Museum zijn bewonderenswaardige voorbeelden uit Angelsaksische graven te zien van filigraanpatronen van draad die op goud zijn aangebracht. Bijzondere voorbeelden zijn een broche uit Dover en een zwaardgevest uit Cumberland. Ook de Staffordshire Hoard, een grote archeologische vondst van Angelsaksisch goud en zilver (naar schatting 700 na Chr.), bevat tal van voorbeelden van zeer fijn filigraan. Deze vondst werd ontdekt in een veld in Staffordshire, Engeland, op 5 juli 2009 en door de archeoloog Kevin Leahy beschreven als "ongelooflijk".
Iers filigraan werk uit de Insulaire periode is bedachtzamer in ontwerp en meer gevarieerd in patroon. Het National Museum in Dublin bezit een aantal reliekhouders en persoonlijke juwelen, waarvan het filigraan het meest voorkomende en meest bijzonder is. Een van de stukken is de vaak gekopieerde en geïmiteerde Tara-speld. In plaats van fijne krullen of voluten van gouddraad, wordt de Ierse filigrain gevarieerd door talloze ontwerpen gevormd met één draad. Deze ene draad vormt knopen en complexe composities, die over grote oppervlakken elkaar in evenwicht houden door het ontwerp te spiegelen of te herhalen. De twee uiteinden van de draad vormen over het algemeen het hoofd en de staart van een slang of een monster.
Het reliekschrijn met de "Bell of Saint Patrick" is bedekt met knoopwerk met veel variaties. Een kelk met twee handgrepen, de Ardagh-kelk genoemd en gevonden in 1868 in de buurt van Limerick, is versierd met knoopwerk van buitengewone fijnheid. Er zijn twaalf plaquettes op een band rond de buik van de kelk te zien en plaquettes op elk handvat. Rondom de voet van de kelk bevindt zich een reeks verschillende voorstellingen met karakteristieke patronen in fijn filigraan draadwerk met aan de voorzijde een gesmede zijde van repoussé.
Veel van het middeleeuwse goudsmeedwerk tot en met de 15e eeuw is met accenten en beslag van filigraan versierd. Het gaat dan om werk in opdracht van de kerk zoals reliekschrijnen, kruisen, croziers en ander kerkelijk werk. Filigraan werk in zilver werd in de middeleeuwen met grote vaardigheid door de Moren in Spanje beoefend en werd door hen geïntroduceerd en verspreid over het hele Iberische schiereiland. Van daaruit werd het naar de Spaanse koloniën in Amerika overgebracht.
De productie verspreidde zich over de Balearen en onder de bevolking rondom de Middellandse Zee. Het wordt nog steeds geproduceerd in heel Italië en in Portugal, Malta, Noord-Macedonië, Albanië, de Ionische eilanden en Ioannina, Griekenland. Het Griekse filigraan is herkenbaar aan verschillende draaddiktes afgewisseld met grotere en kleinere ornamenten en kralen, soms bezet met turkooizen. Het wordt gemonteerd op bolle platen, waardoor rijke decoratieve hoofddeksels, riemen en borstversieringen ontstaan. In de meeste landen die dit soort sieraden produceren worden zilveren filigraan knopen van draadwerk en kleine knopen door de boeren gedragen.
Zilveren filigraan broches en knopen worden ook gemaakt in Denemarken, Noorwegen en Zweden. Aan veel van dit noordelijke werk worden kleine kettingen en hangers toegevoegd.

### Iberisch schiereiland
De oudste filigraanstukken die op het Iberisch schiereiland zijn ontdekt, dateren uit 2000–2500 voor Christus, maar de oorsprong is niet duidelijk. Deze stukken waren mogelijk van kooplieden en zeevaarders afkomstig uit het Midden-Oosten en zouden destijds niet in de regio zijn geproduceerd. In de 8e eeuw werd er in Portugal begonnen met het produceren van filigraan met de komst van Arabische migranten, die nieuwe patronen met zich meebrachten. Na verloop van tijd begon het schiereiland verschillende filigraanpatronen te produceren, maar terwijl in Spanje de traditie van het filigraan sieraden maken minder relevant werd, werd het in Portugal geperfectioneerd. Na de 18e eeuw had Portugese filigraan al zijn eigen kenmerkende beelden, motieven en vormen. Filigraan uit de 17e en 18e eeuw werd beroemd om de buitengewone complexiteit. Gouden en zilveren filigraansieraden worden nog steeds in aanzienlijke hoeveelheden door het hele land gemaakt. Er worden met name filigraanharten gemaakt, wat het iconische symbool is van de Portugese sieradenproductie.

### Afrika
Filigraanwerk werd na de Slag om Magdala vanuit Abessinië naar Groot-Brittannië gebracht: armbeschermers, muiltjes en bekers, waarvan sommige zich nu in het Victoria and Albert Museum bevinden. Ze zijn gemaakt van dunne zilveren platen, waarover het draadwerk is gesoldeerd. Het filigraan is onderverdeeld door smalle randen met een eenvoudig patroon en de tussenliggende ruimtes bestaan uit veel patronen, sommige met granulatie.

## Fabricagemethoden en toepassingen
De techniek bestaat in het krullen, draaien en vlechten van fijne buigzame metalen draden en deze op hun contactpunten met elkaar en met een basisplaat samensolderen met behulp van een flux zoals borax. Wanneer gegranuleerde motieven gewenst zijn, worden kleine kralen gemaakt door gebruik te maken van edelmetaaldraad of een dunne plaat. Kleine stukjes draad of plaat wordt geknipt en vermengd met flux in de kleine gaatjes in een blok houtskool of een ander geschikt vuurvast materiaal geplaatst. Vervolgens worden de stukjes omgesmolten met behulp van een blaaspijp of tegenwoordig met een brander. De stukjes draad smelten en nemen een natuurlijke bolvorm aan die enigszins van elkaar verschillen. Kleine korrels of kralen van dezelfde metalen worden vaak in het middelpunt van een krul of spiraal geplaatst of op de kruispunten of dwarsverbindingen. Het meer delicate werk wordt over het algemeen beschermd door een raamwerk van stoot- of beschermdraden.
Broches, kruisen, oorbellen, knopen en andere persoonlijke ornamenten van modern filigraan worden over het algemeen opgebouwd uit draden van vierkant of plat metaal Hierdoor krijgt de vulling steun en kan het zijn vorm behouden.
Filigraan sieradenontwerp en zijn draai- en soldeertechnieken hebben een toepassing in ander metaalwerk, zoals hang- en sluitwerk van smeedijzer.